# Sebastian Praus
Sebastian Praus (* 31. August 1980 in Dresden) ist ein ehemaliger deutscher Shorttracker.

## Werdegang
Sebastian Praus war bis April 1996 für den ESC Dresden, ab Mai 1996 bis zu seinem Karriereende für den Eislaufverein Olympia Mainz aktiv. Bei den Weltmeisterschaften 2002 wurde er 28. über 500 m, 34. über 1000 m, 30. über 1500 m, 36. über 3000 m und 36. der Mehrkampf-Wertung. Bei den Europameisterschaften in Grenoble gewann er mit der Staffel Bronze. In der Weltcup-Saison 2002/03 erreichte er in Bormio mit der deutschen Staffel als Dritter eine Podiumsplatzierung und wurde Achter der Gesamtwertung im Mehrkampf. Bei den Europameisterschaften 2003 in Sankt Petersburg kamen Rang 21 über 500 m sowie fünf über 1000 m und 1500 m hinzu. Mit der Staffel wurde er disqualifiziert. Bei den Weltmeisterschaften des Jahres wurde Praus 25. über 500 m, 1000 m und 1500 m sowie 20. der Mahrkampf-Wertung. Mit der Staffel wurde er Fünfter und verpasste damit das Finale um einen Rang. Ein Jahr später belegte Praus bei den Europameisterschaften in Zoetermeer mit Rang fünf über 500 m, sechs über 1500 m und elf über 1000 m erreichte er erneut gute Platzierungen, mit der Staffel konnte er mit Thomas Bauer, André Hartwig und Arian Nachbar Bronzemedaille gewinnen, ebenso über 3000 m hinter Pieter Gysel. Vergleichsweise gut waren auch die Ergebnisse bei den Weltmeisterschaften 2004 in Schweden. Praus 24. über 500 , 25. über 1000 m, Zehnter über 1500 m sowie 15. der Mehrkampf-Wertung. In der Saison 2004/05 wurde er in der Gesamtwertung des Weltcups Siebenter über 1500 m. Bei den Europameisterschaften 2005 in Turin verpasste Praus über 500 m und 1000 m als Viertplatzierter und damit Teilnehmer der Finalläufe knapp den Gewinn von Medaillen, über 1500 m erreichte er als Siebenter eine weitere Top-Ten-Platzierung. Im 3000 m-Finale gewann er – erneut hinter Pieter Gysel – die Silbermedaille, gemeinsam mit Bauer, Hartwig und Nachbar holte er mit der Staffel den Titel. Weniger erfolgreich verliefen die Weltmeisterschaften in China. Praus wurde 33. über 500 m, Elfter über 1000 m sowie 18. über 1500 m und in der Mehrkampf-Wertung. Mit der Staffel kam er auf den achten Rang. Im Olympiajahr 2006 Europameisterschaften in Krynica-Zdrój gewann er mit Bauer, Hartwig und Tyson Heung die Staffel-Bronzemedaille. Höhepunkt der Saison und der Karriere bis dato wurde die Teilnahme an den Olympischen Spielen von Turin, wo er über 1000 m Zehnter, über 1500 m 21. und mit Bauer, Heung, Nachbar und Hartwig in der Staffel Siebenter wurde. Die Weltmeisterschaften in Minneapolis wurden zum Saisonabschluss. Über 500 m belegte er Platz 32, wurde 37. über 1000 m, 23. über 1500 m und 30. der Mehrkampf-Wertung. Mit der Staffel wurde Praus Sechster.
Die Saison 2006/07 brachte für Praus in Montreal mit der Staffel erneut als Drittplatzierter ein Podiumsresultat. Bei den Europameisterschaften 2007 in Sheffield gewann er mit Robert Becker, Paul Herrmann und Heung den Titel. Bei den Weltmeisterschaften in Italien belegte Praus über 500 m Rang 44, wurde 18. über 1000 m und 21. über 1500 m und Sechster mit der Staffel. Schließlich wurde er bei den Teamweltmeisterschaften 2007 in Budapest mit Becker, Torsten Kröger, Herrmann und Heung Sechster. Die Saison 2008/09 brachte erneut zweimal dritte Ränge mit der Staffel im Weltcup. In Turin wurden die Europameisterschaften 2009 zum ersten Saisonhöhepunkt. Über 1500 m erreichte er das Finale und wurde wegen eines Sturzes aber nur Siebenter, über 500 m, 1000 m und mit der Staffel schied er im Halbfinale aus. In der Mehrkampf-Wertung wurde er als bester Deutscher des Turniers Elfter. Bei den Weltmeisterschaften in Wien verpasste Praus mit Heung, Kröger und Herrmann in der Staffel als Viertplatzierter knapp eine Medaille. Über 500 m wurde er 26., über 1000 m 21., über 1500 m 25. und in der Mehrkampf-Wertung 22. Die Teamweltmeisterschaften in Heerenveen beendete er mit Heung, Herrmann, Seifert und Becker erneut auf Rang sechs. Erstes Großereignis 2010 wurden die Europameisterschaften in Dresden. Praus gewann bei seiner letzten kontinentalen Meisterschaft mit Heung, Herrmann und Seifert hinter Italien die Staffel-Silbermedaille. Saisonhöhepunkt wurden die Olympischen Spiele in Vancouver, bei denen Praus Elfter über 1500 m wurde und mit Heung, Herrmann und Seifert im Staffelrennen den siebenten Rang erreichte. Bei den Weltmeisterschaften in Sofia gewann er mit Heung, Herrmann und Seifert die Bronzemedaille. Praus' letzte internationale Meisterschaft wurden die Teamweltmeisterschaften 2010 in Bormio, bei denen er mit Herrmann, Heung, Seifert und Becker Fünfter wurde. Nach der Saison beendete er seine internationale Karriere.